# Ручкан Євген Васильович
Євген Васильович Ручкан (нар. 5 лютого 1963, Крихівці) — радянський та український футболіст, що грав на позиції захисника. Відомий за виступами насамперед у складі команди «Хутровик» з Тисмениці, за яку зіграв понад 150 матчів у чемпіонаті та Кубку України.

## Клубна кар'єра
Євген Ручкан народився в селі Крихівці Івано-Франківської міської ради, та розпочав виступи на футбольних полях у дублюючому складі івано-франківського «Спартака», перейменованого за рік на «Прикарпаття», в 1980 році. У 1982 році Ручкан грав у дублюючому складі команди першої ліги СКА «Карпати». Наступного року футболіст повернувся до складу «Прикарпаття», та зіграв у його складі 26 матчів у другій лізі. Наступного року Ручкан покинув «Прикарпаття», та протягом кількох років грав у аматорських командах Івано-Франківська «Електрон» і «Автоливмаш». У 1992 році Євген Ручкан став гравцем аматорської команди «Бескид» з Надвірної. У 1993 році футболіст перейшов до клубу першої української ліги «Кристал» з Чорткова, за який зіграв 19 матчів у чемпіонаті, а з початку 1994 року став гравцем команди перехідної ліги «Хутровик» з Тисмениці. У складі тисменицької команди, яка з 1995 року грала в другій українській лізі, футболіст грав до закінчення сезону 1997—1998 років, зіграв лише в рамках чемпіонату України 147 матчів з урахуванням перехідних матчів, ще 11 матчів Ручкан провів у складі тисменицької команди в Кубку України. У сезоні 1998—1999 років, після вибуття тисменицької команди з професійних змагань, Євген Ручкан грав у складі команди другої ліги «Нафтовик» з Долини), а наступний сезон провів у надвірнянському «Бескиді». Після завершення виступів на футбольних полях Євген Ручкан працював адміністратором у івано-франківській команді «Чорногора», а пізніше тренером аматорської команди «Карпати» (Яремче).